# Caméra omnidirectionnelle

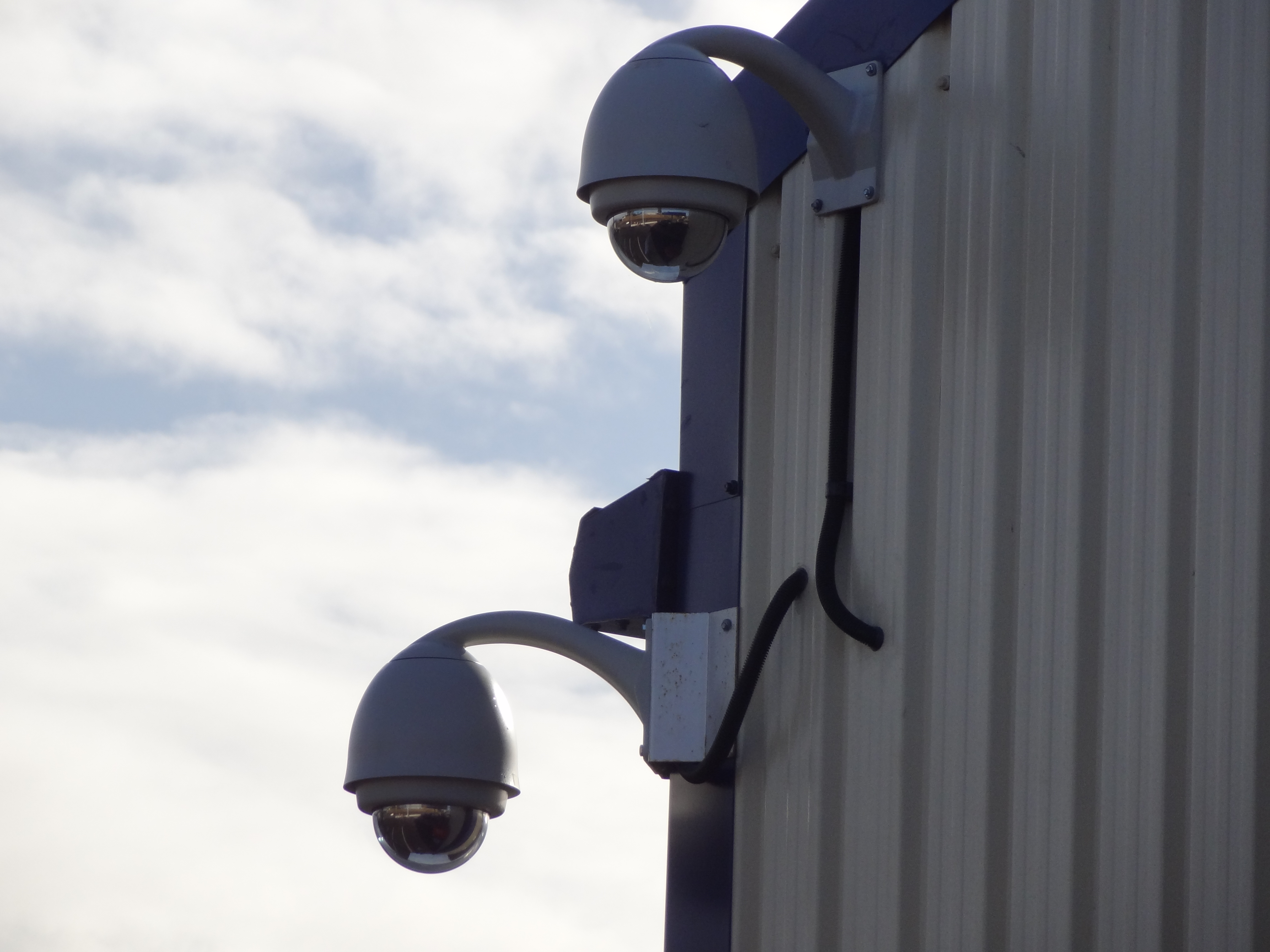
Des caméras de surveillance omnidirectionnelles à l'angle d'un hangar, 2012.

Une caméra omnidirectionnelle est une caméra dotée de plusieurs objectifs, permettant de couvrir au moins deux directions en même temps.

## Usages

### Caméras de sécurité
Dans les années 2010, le marché de la vidéosurveillance connait une révolution technologique apportée par l'intelligence artificielle, qui permet la mobilité de la caméra autour de son axe. Ces caméras omnidirectionnelles permettent de couvrir une plus grande zone, et ainsi éviter d'avoir plusieurs caméras à un même endroit.

### Google Street View
Le service Google Street View, créé par Google en 2007, propose une représentation imagée des rues, routes et endroits du globe à travers un système de vue à 360°, basé sur des caméras omnidirectionnelles, le plus souvent placées sur des voitures,.